# Micena de colors vius
Les micenes de colors vius són micenes, cama-secs micenoides, de colors vius (blau, verd, vermell, groc) .

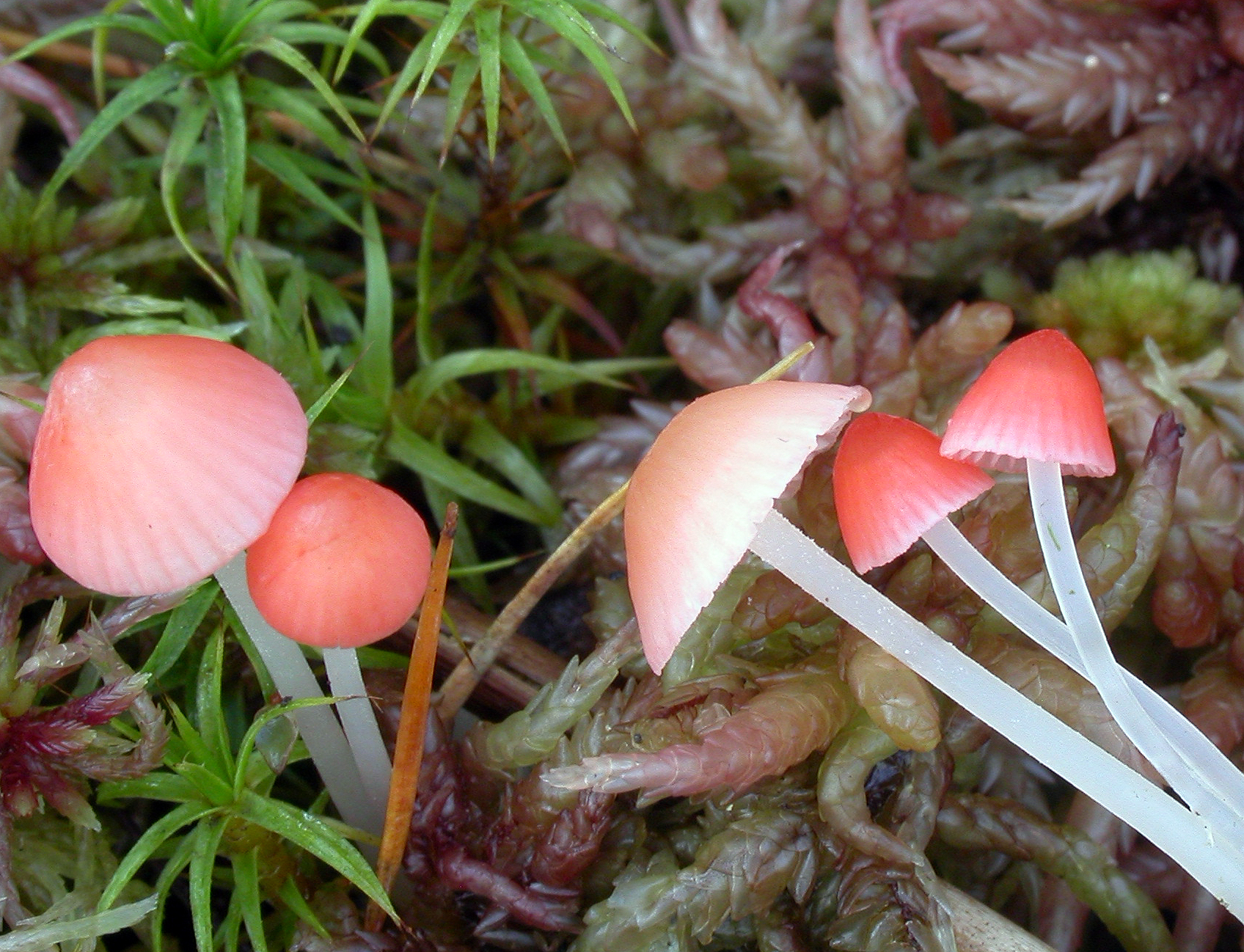
Micena escarlata (Atheniella adonis)

## Espècies de micenes de colors vius
Les espècies de micenes de colors vius més corrents són:
- Mycena diosma, micena de dos olors
- Mycena meliigena, micena d’escorces
- Atheniella adonis, micena escarlata
- Mycena pura, micena lila
- Mycena acicula, micena retgera
- Mycena rosea, micena rosa